# Сокровища О. К.
«Сокровища О. К.» (в начальных титрах — «Сокровища озера Кабан») — российский приключенческий комедийный фильм о поиске ханской казны в Казани в XXI веке. Фильм снят в 2012 году режиссёром Дмитрием Коробкиным. В главных ролях Алексей Воробьёв, Мария Кожевникова, Эльвира Ибрагимова. Съёмки проходили в Москве, в Казани, Крыму и Владивостоке.
Премьера фильма состоялась 1 мая 2013 года.
Слоган фильма — «Нет времени объяснять».

## Сюжет
Во время осады Казани Иваном Грозным прекрасная ханша Сююмбике приказывает спрятать несметные богатства в озере Кабан и поручает хранить тайну озера Азиму, случайно попавшему в сокровищницу. И вот уже 500 лет судьба клада неизвестна…
В наши дни тайна сокровищ открывается обаятельному музыканту и ловеласу Кириллу, и он устремляется на поиски заветного клада. Кроме него на поиски клада устремились с разными целями совершенно неожиданные люди. На пути к богатствам Кирилл знакомится с неприступной красавицей Гулей, которая совершенно не собирается попадать под чары авантюриста. Но совместные похождения и постоянно преследующая смертельная опасность заставляют молодых людей по-новому взглянуть друг на друга. И теперь не только сокровища могут стать главной наградой за опасные приключения…

## В ролях
- Алексей Воробьёв — Кирилл Николаев, начинающий музыкант
- Мария Кожевникова — Дайана Джонс
- Эльвира Ибрагимова — Гульнара
- Гоша Куценко — Иван Грозный / смотритель башни Сююмбике
- Анора Халматова — Сююмбике
- Виктор Вержбицкий — полковник Морковников, военком
- Лев Лещенко — камео
- Байбулат Батуллин — Рустем
- Сергей Шакуров — дед Азим, хранитель клада
- Сергей Никоненко — дед Иван, стрелец армии Ивана Грозного
- Светлана Чуйкина — Любасик
- Денис Ясик — Альберт
- Ольга Волкова — смотритель музея
- Халима Искандерова — смотритель музея
- Михаил Водзуми — китаец Ли
- Юлия Березикова — Эльза
- Олеся Коваленко — Шура
- Рамиль Тухватуллин — таксист /следователь
- Владимир Васильев — жених
- Элина Гейман — актер

## Создатели фильма
- Режиссёр — Дмитрий Коробкин
- Автор идеи — Андрей Николаев
- Авторы сценария — Георгий Кирвализде, Дмитрий Терехов
- Продюсеры — Вадим Быркин, Олег Сурков, Андрей Николаев
- Оператор — Дмитрий Коробкин
- Монтаж — Дмитрий Чистяков
- Художники-постановщики — Марфа Ломакина и Владимир Наместников

## Критика
Фильм получил отрицательные отзывы критиков.